# Лісіцин Василь Анатолійович
Васи́ль Анато́лійович Лісі́цин (1991—2019) — старший солдат Збройних сил України, учасник російсько-української війни.

## Життєпис
Народився 1991 року у селі Скалівські Хутори (Новоархангельський район, Кіровоградська область); виріс у прийомній родині.
24 квітня 2018-го призваний на військову службу, згодом підписав контракт. Старший солдат, водій-електрик, батарея безпілотних авіаційних комплексів дивізіону артилерійської розвідки 40-ї бригади. Відряджений до 28-ї бригади в зону боїв — на посаду механіка-водія механізованого відділення.
17 грудня 2019 року загинув в передвечірню пору поблизу міста Мар'їнка — від поранення у голову кулею снайпера. Того дня терористи здійснювали снайперський обстріл з напрямку Трудівських окупованого Донецька. Снайпер-терорист стріляв, прикриваючись маленькою дівчинкою, що гралася близько від його позиції — ворог знав, що українські військові не стрілятимуть туди, де може постраждати дитина.
20 грудня 2019-го похований на Алеї Почесних воїнських поховань Рівнянського кладовища; в Кропивницькому оголосили День жалоби..
Без Василя лишилася прийомна мама.

## Нагороди та вшанування
- Указом Президента України № 50/2020 від 11 лютого 2020 року, «за особисту мужність і самовіддані дії, виявлені у захисті державного суверенітету та територіальної цілісності України», нагороджений орденом «За мужність» III ступеня (посмертно).[4].
- Нагороджений відзнакою Президента України «За участь в антитерористичній операції».
- Вшановується в меморіальному комплексі «Зала пам'яті», в щоденному ранковому церемоніалі 17 грудня[5][6].